# Palazzo Rittmeyer
Il Palazzo Rittmeyer è un edificio storico situato nel centro di Trieste, in via Carlo Ghega.

## Storia

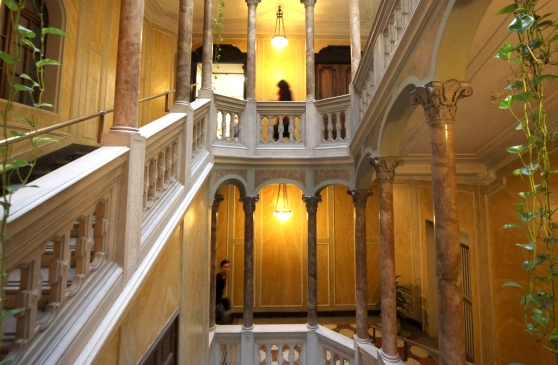
Scalone interno

Nel 1823 lo svizzero Eliseo de Rittmeyer fece realizzare una residenza di famiglia in città, in stile eclettico con un giardini pensile prospiciente sull'attuale via Udine.
Nell'aprile 1863 il palazzo venne sopraelevato e ristrutturato dall'architetto Giuseppe Baldini su incarico del barone Carlo de Rittmeyer (peraltro l'istanza di innalzamento era stata presentata già nel 1829), a seguito dell'acquisto della vicina proprietà di Panajoti di Demetrio.
Il 30 marzo 1874 entrò in esercizio la ferrovia a cavalli sulla prima linea che dalla via del Torrente, dirimpetto al palazzo Rittmeyer, giungeva sino al Boschetto.
Nel 1914 la baronessa Cecilia de Rittmeyer regalò il palazzo al Comune di Trieste.

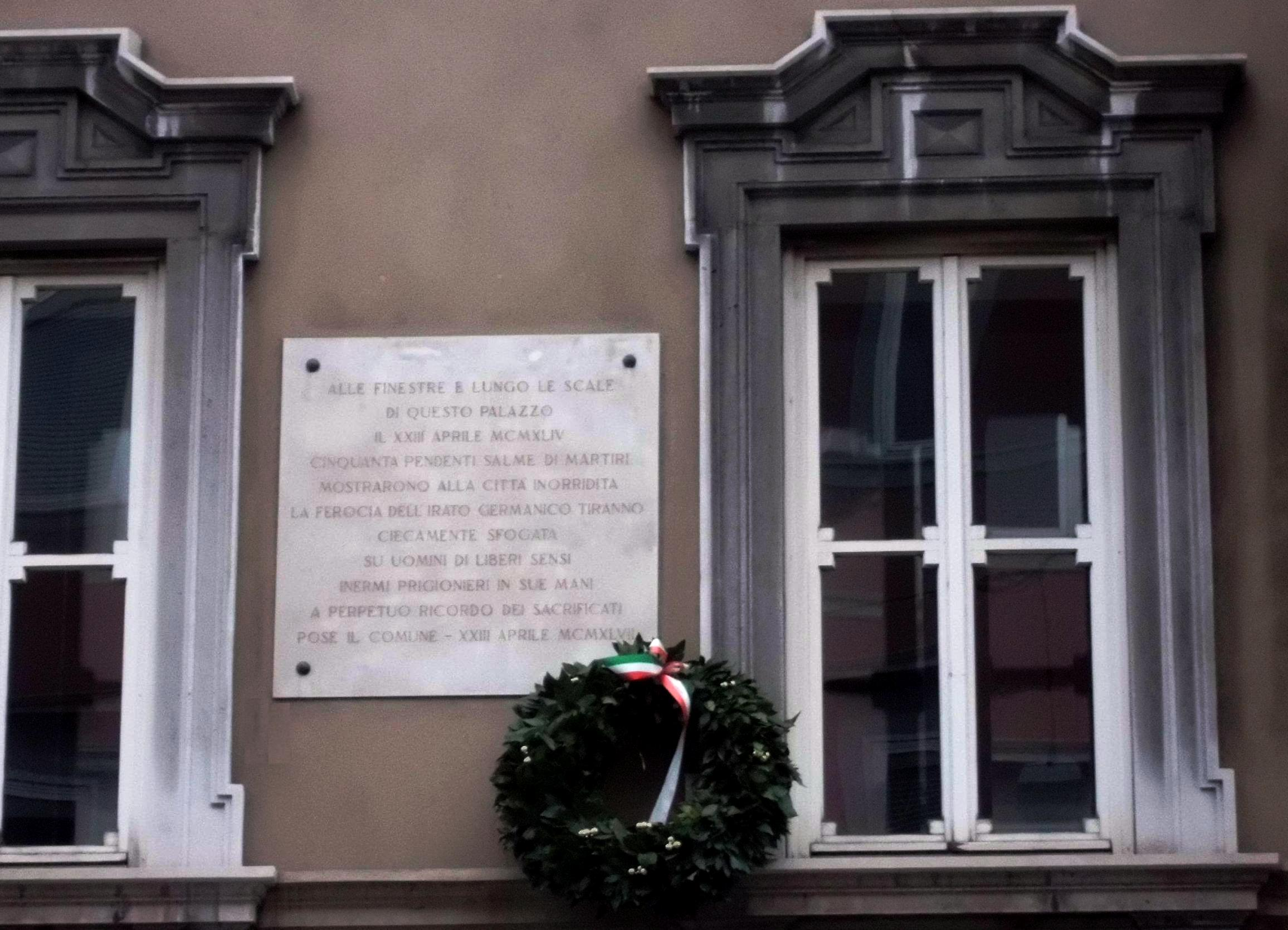
Lapide che ricorda l'eccidio di via Ghega del 23 aprile 1944

Durante la seconda guerra mondiale l'esercito tedesco occupò il palazzo, realizzandovi il circolo ufficiali e la Casa del soldato tedesco (Deutsches Soldatenheim), nella cui mensa fu fatta esplodere una bomba partigiana in data 22 aprile 1944 che causò cinque vittime: quattro soldati tedeschi e una donna triestina di nome Gina Valente. Il giorno dopo il comando tedesco compì l'eccidio di via Ghega, dove furono impiccate per rappresaglia 51 persone.
L'edificio fu designato dall'amministrazione comunale quale sede del Conservatorio Giuseppe Tartini, a seguito della stipula della "Convenzione per la statizzazione del Conservatorio “G. Tartini” di Trieste", avvenuta il 13 giugno 1954 in attuazione dell'Ordine del Governo Militare Alleato n. 68 del 20 aprile 1953 e recepita dalla legge 13 marzo 1958, n. 243 "Norme a favore del personale insegnante del Territorio di Trieste".
Negli anni 1980 fu realizzato un radicale restauro del palazzo, con la realizzazione nei sotterranei di una sala l'organo, costruito dalla ditta Zanin e tra i più importanti del Friuli-Venezia Giulia.
Nel 1992 venne inaugurata una nuova sala, intitolata al compositore istriano Giuseppe Tartini in occasione del trecentesimo anniversario della nascita. Nel 1994, a lavori quasi ultimati, il Comune di Trieste riaffidò l'edificio al Conservatorio, il quale aveva continuato l'attività accademica in più sedi decentrate. I restauri si sono conclusi nel 2003, con la realizzazione di una nuova ala didattica e la messa a norma dell'intera struttura.